# Коцца, Лоренцо
Лоренцо Коцца (итал. Lorenzo Cozza; 31 марта 1654, Гротте-ди-Сан-Лоренцо, Папская область — 19 января 1729, Рим, Папская область) — итальянский кардинал, обсервант. Настоятель Кустодии Святой Земли с 4 февраля 1710 по 15 апреля 1715.	Генеральный министр ордена обсервантов с 15 мая 1723 по 20 января 1727.	Кардинал-священник с 9 декабря 1726, с титулом церкви Сан-Лоренцо-ин-Панисперна с 16 декабря 1726 по 20 января 1727. Кардинал-священник с титулом церкви Санта-Мария-ин-Арачели с 20 января 1727 по 19 января 1729.